# Jacques Fabre-Jeune
Jacques Fabre-Jeune, CS, né le 13 novembre 1955, est un prélat haïtiano-américain de l'Église catholique, nommé évêque de Charleston depuis 2022.

## Biographie
Jacques Fabre-Jeune est né à Port-au-Prince, en Haïti, le 13 novembre 1955; il a cinq frères et sœurs. Il émigre aux États-Unis à l'adolescence et termine ses études secondaires à New York. Il fréquente l'Université de Saint John (New York), puis l'Université de St. Michael's College à Toronto, au Canada. Fabre-Jeune a également étudié à la "Catholic Theological Union" à Hyde Park, dans l'Illinois , et à la "Scalabrini House of Theology" à Chicago. Il a obtenu une maîtrise en théologie et une licence en études migratoires de l'Université pontificale urbanienne de Rome. En tant que novice scalabrinien, Fabre-Jeune a travaillé dans l'une de leurs missions au Mexique.
Le 10 octobre 1986, Fabre-Jeune est ordonné prêtre des Missionnaires de Saint-Charles dans le diocèse de Brooklyn par Wilton Gregory. 
Les différentes missions de Fabre-Jeune au cours des années qui ont suivi se déroulent comme tel:
- Vicaire paroissial à la paroisse Notre-Dame de Guadalupe à Immokalee, en Floride, de 1986 à 1990.
- Aumônier des réfugiés haïtiens à Base navale de la baie de Guantánamo, à Cuba en 1990.
- Curé d'une paroisse de San Pedro de Macorís en République Dominicaine de 1991 à 2004.
- Vicaire paroissial à la paroisse Saint-Joseph d' Athens (Géorgie), de 2006 à 2008.
- Vicaire paroissial à la paroisse Holy Trinity de Peachtree City, en Géorgie, de 2008 à 2010.
- Administrateur de la mission San Felipe de Jesús à Forest Park (Géorgie), de juin 2008 à 2022. Il a dirigé la congrégation en autofinançant la construction d'une nouvelle église, inaugurée en avril 2011.

De 2010 à 2022, Fabre-Jeune a servi l'archidiocèse d'Atlanta en tant que membre de son conseil des finances, de son comité d'examen des projets et en tant que directeur du Renouveau charismatique hispanique. Il est aussi devenu supérieur des pères Scalabriniens à Atlanta. 
Le pape François a nommé Fabre-Jeune évêque du diocèse de Charleston le 22 février 2022. Il est le premier afro-américain nommé à ce poste et le premier membre d'un ordre religieux. Il est consacré évêque par le cardinal Wilton Gregory et installé à Charleston le 13 mai 2022.
Polyglotte, il parle couramment l'anglais, l'espagnol, l'italien, le français et le créole.